# Grande incêndio de Toronto de 1904

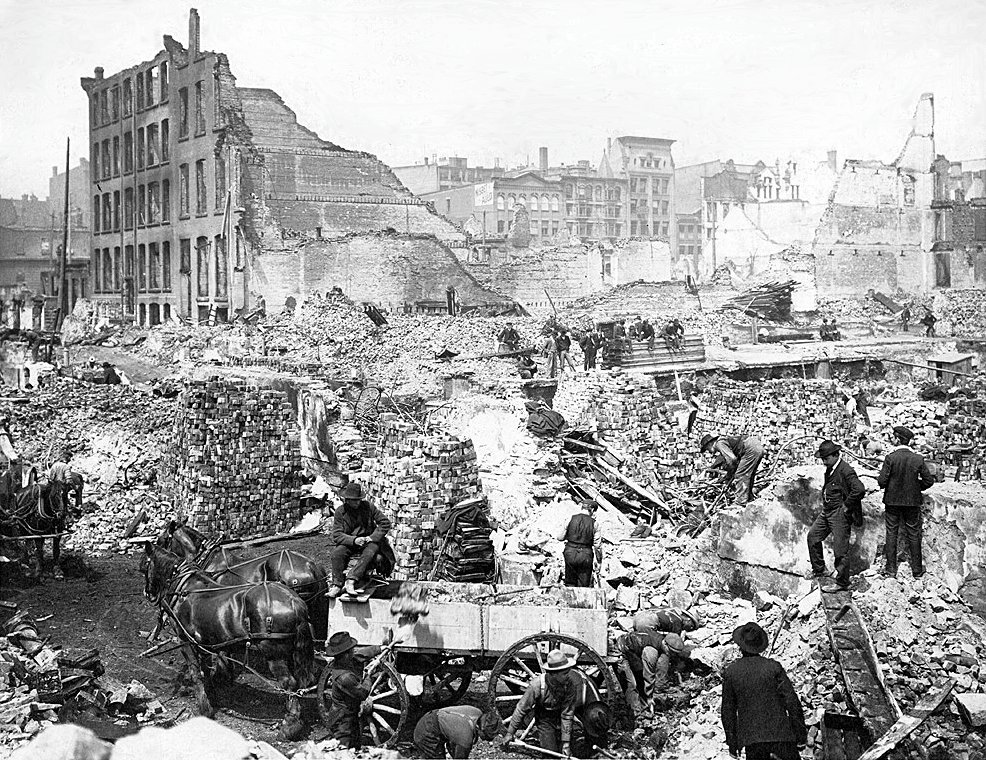
Centro de Toronto na manhã seguinte ao incêndio.

O grande incêndio de Toronto ocorreu em 19 de abril de 1904, sendo o segundo incêndio a devastar a região. O fogo foi primeiramente visto às 20:04 por um guarda que patrulhava as ruas do Centro de Toronto e provavelmente era proveniente de uma fábrica de roupas localizada em um bloco comercial. 
O Grande Incêndio de Toronto foi devastador, tendo consumido cerca de 104 estruturas da cidade, mas sem deixar feridos. As autoridades locais levaram mais de 8 horas para controlá-lo.